# Северен остров (Нова земя)
Севереният остров е един от двата основни острова на архипелага Нова земя, Русия.
Площта му е 48 904 кв. км, което го прави 30-ия по площ остров в света. Административно е част от Архангелска област. 40% от острова е покрит от ледници. На Северния остров има военна база на Въоръжените сили на Руската федерация. На острова протичат поне 48 реки.